# Різанина у Дейр-ез-Зор

розташування Дейр-ез-Зор на мапі

Різанина у Дейр-ез-Зор — відбулась 16 січня 2016 у місті Дейр-ез-Зор, Сирія.
16 січня 2016 відбувся контрнаступ військ ІДІЛ, на протидію наступу урядових військ за підтримки російської авіації у Алеппо і бомбардування Ракки
Наступ ІДІЛ на базу 137-й бригади що прикриває підхід до військового летовища розпочався із застосуванням 6 шахідів при цьому було знищено 35 військових урядової армії та міліціантів. Проте наступ на військові позиції був невдалим. Після цього джихадісти захопили передмістя Дейр-ез-Зор — Джафра та Аїш. В результаті рейду відбулося захоплення цивільних осіб. З них було знищено згідно проасадовських джерел 250 -300 осіб, згідно британських джерел SOHR 135 осіб, та близько 400 осіб було захоплено у полон.